# Raniceps raninus
El pez renacuajo (FAO) (Raniceps raninus) es una especie de pez gadiforme de la familia Gadidae. Es propia del océano Atlántico.

## Morfología
De cabeza notablemente deprimida. La mandíbula inferior es más corta que la superior, al igual que todos los gádidos posee un pequeño barbillón en la mandíbula. Posee dos aletas dorsales, la primera poco desarrollada, con solo tres radios cortos; aleta anal presente, larga, aproximadamente de la misma longitud a la distancia preanal; tanto la aleta dorsal como la anal están separadas de la aleta caudal; aleta pélvica algo alargada. No tiene línea lateral. El color es marrón oscuro uniforme; los labios y las áreas distales de todas las aletas son de color más pálido, excepto en las aletas pectorales. Puede alcanzar un tamaño de entre 25 a 30 cm. De carácter solitario y reservado. Especie ovípara, el desove se produce de mayo a septiembre. Se alimenta  principalmente de estrellas de mar, crustáceos, gusanos, moluscos y peces pequeños.

## Distribución geográfica
Se encuentra desde Trondheim en la costa de Noruega hasta el golfo de Vizcaya; también alrededor de las islas británicas.

## Hábitat
Habita en aguas costeras a poca profundidad, preferentemente sobre fondos rocosos entre los 10 y los 100 metros de profundidad, siendo más común encontrarlo entre los 10 y 20 m, también se le encuentra entre los 75-100, aunque es más raro. 

## Pesca
No posee ningún interés pesquero. Son capturados ocasionalmente, en redes de arrastre o con palangre, tratándose de una captura accidental.